# Велики бук (Лисине)
Велики Бук или Лисине је водопад у источној Србији, на кречњачким падинама планине Бељанице. Водопад Велики бук се налази на речици Врелу, десној притоци реке Ресаве. Смештен је на око 380 метара надморске висине, у непосредној близини Ресавске пећине. Према типу настанка спада у акумулационе водопаде, настале акумулацијом бигра. У подножју је формирано језерце мале дубине, окружено бигреним блоковима. Заједно са извором речице Врело под заштитом је државе, као споменик природе „Водопад Лисине“ и као објекат геонаслеђа Србије. Врело сакупља воде са широких крашких предела Бељанице, а директна хидрографска веза установљена је са рекама понорницама из увала Речке и Бусовате.
Водопад Лисине дуго је сматран највишим водопадом у земљи, са висином од 25 метара, док током 1990-их нису откривени водопади на Старој планини.

## Заштита
Извор Велико Врело са водотоком и водопад Велики Бук представљају геоморфолошко-хидролошку целину живописне лепоте изразитог научног, образовног и културног значаја. Заштићени су Уредбом Владе Републике Србије 1995. године, као Споменик природе “Лисине” који представља особену знаменитост фонда геонаслеђа Републике Србије. 

## Галерија
- Водопад Велики бук (стари изглед)
- Водопад Лисине
- Водопад Лисине
- Брзаци
- Водопад - поглед из даљине
- Водопад Лисине
- Речица Врело Лисине